# Новоромановське
Новоромановське (рос. Новоромановское) — село у Арзгірському районі Ставропольського краю Російської Федерації.
Муніципальне утворення — Арзгірський муніципальний округ. Населення становить 1680 осіб.

## Історія
Згідно із законом від 4 жовтня 2004 року № 88-КЗ у 2004—2020 роках муніципальним утворенням була Новоромановська сільрада.

## Населення
| 1989 | 2002  | 2010  | 2014  |
| ---- | ----- | ----- | ----- |
| 2354 | ↘1952 | ↘1717 | ↘1680 |